# Bauer Miklós (jogász)
Bauer Miklós (Budapest, 1921. január 20. – Budapest, 2008. június 12.) jogász, az ÁVO, majd az ÁVH kihallgatótisztje, alezredese, Bauer Tamás volt SZDSZ-es képviselő apja.

## Élete
Egy zsák-, és zsineg-nagykereskedő cég (Bauer és Rátz) társtulajdonosának fiaként született 1921-ben.

## Tevékenysége
A második világháború alatt „Bem apó” mozgalmi néven aktív részese volt a német- és nyilasellenes ellenállásnak, a háború után – feleségéhez és sógorához, Szendi Györgyhöz hasonlóan – belépett a kommunista pártba. 1945 januárjától az ÁVO, aztán az abból formált, már önálló ÁVH tisztje lett. Péter Gábor, a szervezet leghírhedtebb vezetője, a „legjobb munkaerők” között tartotta számon. A sors különös fintoraként 1953-ban a Péter Gábor ellen indított cionista per előkészületei során őt is letartóztatta az ÁVH. 10 hónapig fogolyként volt az Andrássy út 60. lakója. A koncepciós per végül Sztálin halála és a terror némi enyhülése folytán sosem jutott el az ítélkezési szakaszba, a vádakat ejtették, Bauer visszatérhetett – és vissza is tért – az ÁVH kötelékébe.
Az Andrássy út 60-beli kihallgatásai során a foglyok beszámolói szerint előszeretettel alkalmazta a körömletépést, mint eszközt a kívánt vallomás kicsikarására, innét ered gúnyneve is: „körmös Bauer”. Részt vett Ries István egykori igazságügyminiszter (bűne az volt, hogy 1947-ben a kékcédulás választások elleni tiltakozásul lemondott) kihallgatásában. Az eljárásba két hónapos kínzását követően, Ries 1950. szeptember 15-én belehalt. Bauer (állítólagos) saját bevallása szerint helyben agyonverte. Farkas Vladimir beosztottjaként szerepe volt a Rajk-perben folytatott koncepciós nyomozásban is. Állítása szerint bizonyos összefoglaló jelentések szerkesztésében vett részt, de Rajk Lászlóval ekkor már nem találkozott, sem őt, sem más vádlottat nem hallgatott ki. Később, 1956 folyamán Riest, Rajkot és másokat is rehabilitálta, majd újratemettette a rendszer.
A testületben egészen az alezredesi rangig emelkedett (1950-ben léptették elő). Később, a desztalinizáció egyik folyományaként, az 1954-ben az ÁVH-s kegyetlenkedések feltárására indult vizsgálatok során az általa vezetett kihallgatásokon felvett tanúvallomások miatt szerepelt azon a listán is, amelyet az MDP vezetői számára készítettek 1955-ben a leginkább kompromittált kegyetlenkedő ávósokról. Marosán György egy 1962-es nyilvános beszédében említette Bauert mint körömtépő ávóst. Vádaskodása Ungváry Krisztián történész szerint alaptalan volt, és csak aktuálpolitikai célokat szolgált; a nyelvzseni Bauer feladata az ÁVH-n belül a kiértékelés és összefoglalók írása volt, verőembernek nem őt használták. Felelőssége is más természetű: jelentései alapján Péter Gábor, Rákosi Mátyás és Gerő Ernő hozott súlyos döntéseket. Ries István esetében viszont minden jel szerint ő is részt vett a kínvallatásban, bár Bauer Tamás részletes beszámolójában - Ungváry Krisztiánhoz hasonlóan - kifejezetten cáfolta ezt.
Rákosihoz többször küldött személyes jelentéseket, amelyek eredeti állapotban fennmaradtak. Az 1950. július 22-én készült eredeti okiratban így jelentett: „Beismerés előtt a sírás, a piszkosság okozta megalázottságot leszidással, leköpéssel és néhány pofonnal igyekeztem fokozni.” Amikor az egyik vizsgáló panaszkodott, hogy őrizetese nem vall, gúnyosan jelentette ki:
„Nem tudtok kihallgatni. Látjátok, az én őrizetesem inkább meghalt.” Ries Istvánról volt szó.
Bauer dolgozott az ÁVO III. alosztályán is. Ez az alosztály az egyházak felmorzsolásával foglalkozott. Páter Kiss Szaléz ferences-rendi szerzetest is kínozták az Andrássy út 60-ban, többek között az ő javaslatára vizet csöpögtettek a fejére, amivel azt akarták elérni, hogy az áldozat megőrüljön.
Ugyanezt a célt szolgálta, hogy vödröt tettek a fejére, s azt gumibottal döngették. A harangzúgáshoz hasonló állandó hang rettenetes szédülést okozott. Ezek a kísérletek sem bírták szólásra Kiss Szalézt. Végül is gumibottal addig verték a veséjét, míg bele nem halt a szenvedéseibe.[forrás?] Bauer a kínzási módszereit többek közt ókori (pl. kínai) leírásokból adaptálta, több szemtanú szerint betegesen szadista módon.

### '56 után
1956 után leszerelt az ÁVH kötelékéből és a Komplex Külkereskedelmi Vállalatnál dolgozott mint jogtanácsos, később pedig mint választottbíró.

### A rendszerváltás után
A Komplex Külkereskedelmi Vállalattól ment nyugdíjba, a rendszerváltás után egy ügyvédi irodát alapított Eörsi és Társa néven. Ezen iroda részéről Bihary Tibor ügyvéd képviselte Vajda Tibort annak ÁVH-s múltjával kapcsolatos perében.
Egy 2000-ben adott interjúban a fentieket nagyrészt tagadta és „becsületes embernek” tartotta magát, aki „nyilvánvalóan sok hibát is elkövetett, de sokkal több jót cselekedett, mint rosszat, s úgy érzi, élete leltára egyértelműen pozitív”.
Halála után a Fiumei úti temetőben hamvasztották el, földi maradványait egy urnába helyezték, amit kiadtak a családnak. Bauer Tamás nem értesítette a nyilvánosságot apja haláláról.